# Грамматофиллум
Грамматофиллум (лат. Grammatophyllum) — род растений семейства орхидные (Orchidaceae) из трибы Cymbidieae и подтрибе Cymbidiinae. Название происходит от греческих слов «gramma», означающего «знак или символ», и «phyllum» — «лист». В торговле сокращенно обозначается как Gram.

## Описание
Листья длинные и узкие и висячими  соцветиями. Произрастают в дождевых и листопадных лесах. Часто заселяют основание ствола древесных растений.

## Распространение
Представители рода встречаются в Лаосе, Мьянме, Таиланде, Вьетнаме, Индонезии, Филиппинах, Новой Гвинее, Фиджи, Соломоновых островах, Марианских островах.

## Классификация
В состав рода включают 12 видов.
- Grammatophyllum elegans Rchb.f.
- Grammatophyllum fenzlianum Rchb.f.
- Grammatophyllum kinabaluense Ames & C.Schweinf.
- Grammatophyllum martae Quisumb. ex Valmayor & D.Tiu
- Grammatophyllum measuresianum Sander
- Grammatophyllum multiflorum Lindl.
- Grammatophyllum pantherinum Rchb.f.
- Grammatophyllum ravanii D.Tiu
- Grammatophyllum schmidtianum Schltr.
- Grammatophyllum scriptum (L.) Blume
- Grammatophyllum speciosum Blume
- Grammatophyllum stapeliiflorum (Teijsm. & Binn.) J.J.Sm.
- Grammatophyllum wallisii Rchb.f.